# Kristiansborg-Karlsdal
Kristiansborg-Karlsdal är ett administrativt bostadsområde i norra Västerås. Området består av Gåsmyrevreten, Iggebygärdet, Kristiansborg och Karlsdal. Området avgränsas av Vasagatan, E18, Kopparbergsvägen och Norra Ringvägen.
På Aroslund-Kristiansborg bor ungefär 15 procent av invånarna i småhus vilket är lägre än Västerås totalt. Det är 68 procent som bor i flerbostadshus och 16 procent som bor i specialbostäder. Av boende i flerbostadshus bor hälften i hyresrätter och hälften i bostadsrätter.
Mellan 2021 och 2022 minskade befolkningen med 43 personer till följd av ett flyttningsunderskott på 5 personer och ett negativt födelsenetto på 38 personer. Fram till och med 2032 förväntas befolkningen öka med hela 46 procent till följd av nybyggnationen av bostäder i Kopparlunden. Detta kan jämföras med hela Västerås kommun som förväntas växa med 12 procent.Inom området ligger även ett av Västerås två badhus, Kristiansborgsbadet.Det finns 53 stycken parkbänkar och 32 stycken kommunala fruktträd i området.
Det finns en varggrop bevarad i området. Den kallas Löjtnant Jacks varggrop och ligger på Engvallsgatan. Den anlades 1815 av löjtnant Carl Gustaf Jack, bosatt på Persbo Gård som då låg i utkanten av staden. En skylt på staketet runt gropen talar om att krigshjälten Jack byggde varggropen sedan hans jakthund dödats av en varg på gårdsplanen. Jack grävde gropen och lade spön och ris över. På en stolpe i mitten av gropen placerades ett lockbete, exempelvis en höna. Många vintermorgnar hördes drängarna på Persbo gård ropa “varg i gropen”.
Mälardalens universitet har lokaler på Gåsmyrevreten, som före lokalernas uppförande på 90-talet var ett villaområde. Vid Mälardalens högskola finns även grundskolan Kristiansborgsskolan. Carlforsska gymnasiet ligger lite längre norrut. I anslutning till dessa skolor ligger även idrottsanläggningen Arosvallen.